# Trichoniscus paolae
Trichoniscus paolae is een pissebed uit de familie Trichoniscidae. De wetenschappelijke naam van de soort is voor het eerst geldig gepubliceerd in 1979 door Caruso.